# Charles-Augustin de Ferriol d'Argental

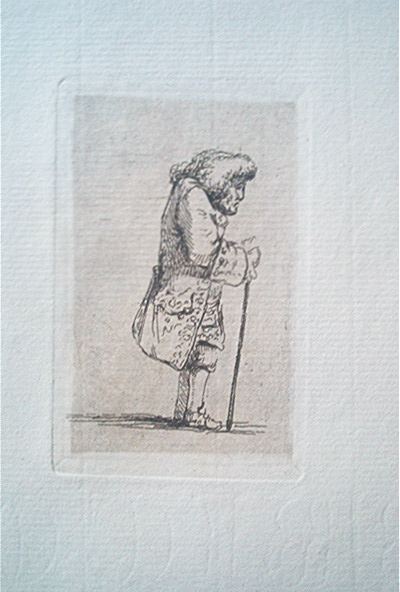
Charles-Augustin de Ferrial d'Argental (pintura de Vinant Denon)

Charles-Augustin de Ferriol d'Argental (20 de dezembro de 1700 – 5 de janeiro de 1788) foi um advogado e diplomata francês, particularmente lembrado como um amigo de toda a vida de Voltaire.

## Vida pessoal
Seu pai era Augustin-Antoine de Ferriol (1653-1736 ou 1737), conde d'Argental, presidente à mortier do parlamento de Metz e irmão de Charles de Ferriol d'Argental, embaixador francês na Sublime Porta. Sua mãe era Marie-Angélique de Tencin, irmã do cardeal Pierre Guérin de Tencin e Claudine Guérin de Tencin, mãe de d'Alembert. Seu irmão era o escritor dramático Antoine de Ferriol de Pont-de-Veyle. Em 1737, casou-se com Jeanne-Grâce Bosc du Bouchet (m. 1774). Ele foi apelidado de goussaut ("cavalo robusto") dentro de sua família. Com a morte de sua tia em 1760, herdou o título de barão Saint-Martin-de-Ré.

## Carreira
D'Argental passou nos exames da Ordem em 1719 e tornou-se advogado no Parlement de Paris em 1721. Ofereceram-lhe o posto de intendente de Saint-Domingue em 1738, mas recusou; ele, no entanto, aceitou o cargo de Ministro Plenipotenciário para a França do Ducado de Parma e Piacenza de 1759 a 1788. Durante as disputas entre Luís XV e o Parlamento na década de 1750, ele estava mais inclinado para o lado da Coroa do que para aqueles que buscavam maior independência para o Parlamento.

## Amizade com Voltaire
Junto com Voltaire, d'Argental concluiu os estudos em Lycée Louis-le-Grand e ambos também se dedicavam ao teatro, embora, como ele era seis anos mais novo, não é certo que eles se conheceram na escola. A primeira carta de Voltaire para ele foi escrita em 1724, e posteriormente, os dois se comunicavam, frequentemente, enviando correspondências – mais de 1.200 de Voltaire a d'Argental sobreviveram, embora d'Argental tenha escrito com muito menos frequência e nunca tenha visitado Voltaire em Ferney.
Desde 1737, apoiado por sua esposa, tornou-se amigo crítico literário de Voltaire, além de seu agente teatral e até mesmo seu diretor de palco. Enquanto Voltaire estava exilado em Ferney, foram os d'Argentals que fizeram o necessário para levar suas peças ao palco, garantindo os locais, contratando os atores e trabalhando com eles intensamente para garantir que o legado de Voltaire fosse devidamente comunicado.
Além de ajudar Voltaire em questões teatrais, d'Argental foi seu organizador indispensável nas campanhas contra a injustiça na década de 1760 – Jean Calas, Jean-François de la Barre e Sirven Affairs. Suas ligações estreitas com a corte e em particular com o ministro das Relações Exteriores, Étienne François Choiseul, foram especialmente úteis nesses casos.
Em 1760, quando os fundos estavam sendo utilizados para pagar uma estátua de Voltaire por Pigalle, ele não tinha dinheiro suficiente para fazer uma contribuição, então ele pediu emprestado dez mil libras do próprio Voltaire. Desde que Voltaire voltou do exílio para Paris em fevereiro de 1778 até sua morte em maio, d'Argental esteve com ele constantemente.

## Relacionamento com Adrienne Lecouvreur
Quando jovem, D'Argental desenvolveu uma paixão pela famosa atriz Adrienne Lecouvreur. Sua mãe tinha medo que ele se casasse com ela e ameaçou mandá-lo para as colônias para evitar isso. A atriz escreveu para ela em 1721 prometendo rejeitar seus avanços e exortando-a não exilar um filho tão capaz e cheio de promessas. D'Argental nada sabia dessa correspondência até que, sessenta e três anos depois, aos 85 anos de idade, estava revisando os papéis de sua mãe. Como era normal na época para os atores, Lecouvreur não obteve um enterro cristão adequado quando ela morreu e seu corpo foi descartado em ambiente não consagrado. Em 1786, cinquenta e seis anos após sua morte, d'Argental conseguiu localizar o túmulo dela no novo 115 rue de la Grenelle, em Paris. Ele colocou ali uma tabuinha de mármore com um poema para ela que ele havia escrito.

## Obra
Alguns acadêmicos acreditam que d'Argental foi o verdadeiro autor da obra Mémoires du comte de Comminge (1735) que foi publicado por sua tia, Mme de Tencin. No entanto, Voltaire confirmou que o próprio d'Argental nunca afirmou ter sido o autor.

## Morte
D'Argental morreu em 1788 após contrair uma febre, que durou apenas alguns dias.